# Pantelitz
Pantelitz település Németországban, Mecklenburg-Elő-Pomeránia tartományban. Lakosainak száma 916 fő (2023. december 31.).

## Népesség
A település népességének változása:
| Lakosok száma | 740  | 796  | 818  | 869  | 919  | 916  |
|               | 2014 | 2017 | 2019 | 2021 | 2022 | 2023 |